# Marion Erfmann
Marion Erfmann (geboren am 31. März 1980) ist eine ehemalige deutsche Handballspielerin.

## Vereinskarriere
Die auf der Position Rückraum eingesetzte, 1,84 Meter große Spielerin war in Deutschland in der Bundesliga vom Jahr 2000 bis zum Jahr 2006 beim VfL Oldenburg aktiv.

## Nationalmannschaft
Sie bestritt 34 Länderspiele für die deutsche Nationalmannschaft. Mit dem Team stand sie im Aufgebot bei der Europameisterschaft 2004, bei der sie in sieben Spielen eingesetzt wurde und dabei acht Tore zum Erreichen des fünften Platzes beitrug.